# Хлопчик, що сміється (да Сеттіньяно)
«Хло́пчик, що сміє́ться» (нім. Lachender Knabe) — мармурове погруддя роботи італійського скульптора Дезідеріо да Сеттіньяно (1430—1464). Створене близько 1460/1464 років у Флоренції. Зберігається у Кунсткамері у Музеї історії мистецтв, Відень (інвен. номер КК 9104).
Безтурботний веселий сміх надає цьому дитячому погруддю унікальну спонтанність і жвавість. Хвилясте шовковисте волосся виражає так багато індивідуальності, що цей бюст вважається одним із найраніших дитячих портретів з часів античності. За допомогою незвичайного дару спостерігача і тонкої обробки каменю скульптору вдалося вдихнути теплоту життя у холодний мармур.
Подібні статуетки замовлялися і встановлювалися у приватних каплицях. Раніше це погруддя приписувалося Донателло, однак сьогодні авторство Дезідеріо да Сеттіньяноо не підлягає сумніву. «Хлопчик, що сміється» вважається останньою роботою скульптора, який помер у молодому віці у 1464 році.